# Василь (Філевич)
Василь Філевич (13 січня 1918, Стрий, Альберта, Канада — 20 квітня 2006, Саскатун) — єпископ Саскатунський Української греко-католицької церкви (1983—1995).

## Життєпис
Василь Філевич народився 13 січня 1918 року в місцевості Стрий, в провінції Альберта, Канада. Був одним із восьми дітей подружжя Омеляна і Анни Пелах-Філевич.
Богословські студії проходив у семінарії святого Йосифа в Едмонтоні. 12 квітня 1942 року в Мандері (Канада) отримав священицьке рукоположення з рук єпископа Василя Ладики, ЧСВВ.
Виконував душпастирське служіння у таких місцях: з 1942 до 1943 р. в Давфені, Манітоба; з 1943 до 1948 р. був парохом у Кітченер, Онтаріо; з 1948 до 1951 р. був душпастирем у Сент-Катарінс, Онтаріо. 1951 р. був канцлером Торонтської Єпархії. Від 1951 до 1978 р. був ректором кафедрального собору святого Йосафата в Торонто. Під час його адміністрації у 1953 р. при соборі збудовано парафіяльну резиденцію, а в 1961 р. — першу в Торонто українську цілоденну парафіяльну школу, у 1964 р. проведено ремонт собору.
У 1959 році папа Римський Іван ХХІІІ надав Василю Філевичу сан монсеньйора, а в 1962 році його призначено генеральним вікарієм Торонтської єпархії. У 1972 року Глава УГКЦ Йосиф Сліпий надав йому сан митрофорного протоієрея. З 1978 по 1983 р. він був парохом у Тандер-Бей, Онтаріо.
5 грудня 1983 року папа Римський Іван Павло ІІ призначив священника Василя Філевича єпископом Саскатунським. Архієрейська хіротонія відбулася 27 лютого 1984 р. в соборі святого Михаїла в Торонто. Головним святителем був митрополит Максим Германюк, а співсвятителями — єпископи Ісидор Борецький і Ніль Саварин. 4 березня 1984 р. він був урочисто введений на єпископський престол в святого Юрія в Саскатуні.
6 листопада 1995 року Іван Павло II прийняв зречення з уряду єпископа Василя Філевича у зв'язку з досягненням пенсійного віку.
Помер у Саскатуні 20 квітня 2006 року.